# Sinister (groupe)
Sinister est un groupe néerlandais de death metal, originaire de Schiedam.

## Historique
Après la démo Sacramental Carnage, Sinister signe avec le label allemand Nuclear Blast. Le groupe sort trois albums qui ont un bon accueil. Le chanteur Mike van Mastrigt montre un vif intérêt pour le satanisme et l'occultisme ; la plupart du groupe ne se sent pas connecté à lui, après son départ, le groupe s'éloigne du lyrisme. À la place, le bassiste Alex Paul écrit la plupart des paroles qui sont contre le christianisme.
La crise de la scène death metal au milieu des années 1990 touche aussi Sinister. Le groupe quitte Nuclear Blast et sort Creative Killings chez le label néerlandais Hammerheart Records. Mais le groupe est déçu de sa prestation et revient auprès de Nuclear Blast. Le groupe attire parfois l'attention à cause de sa chanteuse Rachel Heyzer en raison de son chant guttural très grave, similaire à un homme.
Le groupe est inactif entre 2003 et 2005, après quoi Aad Kloosterwaard, le seul membre constant, passe de la batterie au chant.

## Discographie
Albums
- Cross the Styx (1992)
- Diabolical Summoning (1993)
- Hate (1995)
- Aggressive Measures (1998)
- Creative Killings (2001)
- Savage or Grace (2003)
- Afterburner (2006)
- The Silent Howling (2008)
- Legacy of Ashes (2010)
- The Carnage Ending (2012)
- The Post-Apocalyptic Servant (2014)
- Dark Memorials (2015) (reprises])
- Syncretism (2017)
- Deformation of the Holy Realm (2020)

EPs et singles
- Putrefying Remains/Spiritual Immolation (1990)
- Sinister (1990)
- Bastard Saints (1996)
- The Unborn Dead (2014)
- Gods of the Abyss (2017)

## Source de la traduction
- (de) Cet article est partiellement ou en totalité issu de l’article de Wikipédia en allemand intitulé « Sinister (Band) » (voir la liste des auteurs).